# Florence Maynardová

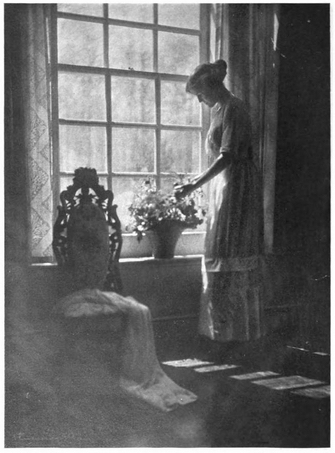
Portrét osvětlený ze strany z publikace z roku 1911

Florence Maynardová (nepřechýleně Florence Maynard; 6. května 1867 Chicago – 1958 Massachusetts) byla americká fotografka. Její portréty jsou uloženy v několika amerických uměleckých sbírkách.

## Životopis

### Mládí
Florence Maynardová se narodila v Chicagu ve státě Illinois jako dcera Otise Riley Maynarda a Minervy Bowen Maynardové. Vyrostla v Massachusetts a vyučila se malířkou v Bostonu. Fotografii začala studovat na umělecké škole, kde pracovala jako asistentka Gertrudy Käsebierové.

### Kariéra
Maynardová se specializovala na portréty, ale byla také známá scénickou fotografií. Pracovala se svým bratrem Karlem Maynardem (1874–1951) v jejich studiu v Západní Filadelfii. Měli studio v oblasti Bostonu a vydávali fotografické pohlednice scén Nové Anglie. Florence Maynardová také pracovala v New Yorku. „Jsem stále více přesvědčena, že nejlepší výsledky v portrétování lze dosáhnout ve známém prostředí vlastních domovů a prakticky veškerá moje práce je na tom založena”, vysvětlila v profilu z roku 1911.
Maynardová sloužila ve správní radě Photographic Guild of the Boston Society of Arts and Crafts a byla mezi odbornými poradci ženského vzdělávacího a průmyslového svazu ve výročních zprávách z let 1917–1921. Byla zvolena jako jedna z vice-prezidentek ženské křesťanské mírové unie kapitoly v Newtonu, Massachusetts v roce 1927.

### Osobní život a dědictví
Maynardová byla superintendantkou nedělní školy ve First Church of Christ, Scientist, v Newtonu, Massachusetts. Zemřela v roce 1958 ve věku 90 let v Massachusetts. Fotografie Florence Maynardové jsou ve sbírce muzea J. Paula Gettyho. Další fotografie Maynardové jsou ve sbírce Wheelwright Museum of the American Indian. Boston Athenaeum má čtyři portréty George Alexandera Philipse Haldana, čtvrtého hraběte z Camperdownu, pořízené asi v roce 1920. Muzeum MIT uchovává její portrét architektky Lois Lilley Howeové.